# Tuấn Vũ
Nguyễn Văn Tài (Sinh ngày 16 tháng 12 năm 1959) thường được biết đến với nghệ danh Tuấn Vũ là một nam ca sĩ nhạc vàng nổi tiếng từ thập niên 1980 người Mỹ gốc Việt. Ông được yêu thích hơn khi song ca cùng các nữ ca sĩ gạo cội như Giao Linh, Hương Lan, Sơn Tuyền, Mỹ Huyền, Thiên Trang, Phượng Mai, Thanh Tuyền, Phương Dung, Ngọc Lan, Như Mai ...

## Tiểu sử và sự nghiệp
Ông tên thật là Nguyễn Văn Tài sinh ngày 16 tháng 12 năm 1959 tại huyện Đức Linh, tỉnh Bình Thuận.
Ông sang Hoa Kỳ năm 1979 và định cư tại San Francisco. Ông theo nghiệp ca sĩ từ đầu những năm 1980 và trở thành ca sĩ nhạc vàng nổi tiếng. Đến nay ông đã thu âm trên 1400 bài hát thuộc nhiều thể loại.
Tuấn Vũ từng kể rằng vào khoảng năm 1991, sau một thời gian dài đi hát, ông nhận thấy rằng nếu chỉ hát các bài nhạc có giai điệu trầm buồn như vậy mãi thì sẽ nhàm chán nên thử làm một cái gì đó mới hơn.
Thời điểm đó đang nổi lên các băng đĩa nhạc liên khúc rất được khán giả yêu thích, đặc biệt là Liên Khúc Tình Yêu với tiếng hát Ngọc Lan – Kiều Nga – Trung Hành do trung tâm Asia phát hành, Tuấn Vũ đã hợp tác cùng với 2 nhạc sĩ hòa âm nổi tiếng vào lúc đó là Chí Tài và Trúc Hồ để thực hiện Liên Khúc Tuấn Vũ, phần đầu tiên được ra mắt vào năm 1991 trong cuốn CD Thúy Anh thứ 56, và là cuốn Tuấn Vũ thứ 12 do trung tâm Thúy Anh phát hành (vì vậy CD này mang tên là Tuấn Vũ 12 – Liên Khúc Tuấn Vũ). Sự thử nghiệm loại nhạc mới này đã thành công mỹ mãn, Tuấn Vũ cùng trung tâm Thúy Anh đã lần lượt ra mắt thêm 4 CD liên khúc nữa và đều rất được yêu thích.
Tiếng hát của Tuấn Vũ một thời là thần tượng của thính giả trong nước Việt Nam cũng như tại hải ngoại. Đi đâu cũng nghe Tuấn Vũ, từ Sài Gòn ra Hà Nội, đâu đâu cũng nghe văng vẳng giọng ca của ông. Nào "Nỗi Buồn Sa Mạc, Người Yêu Cô Đơn, Phượng Buồn... và không biết bao nhiêu là nhạc phẩm đã được trình bày bởi Tuấn Vũ đều được mọi người ưa thích.
Thời gian sau này, Tuấn Vũ rất ít xuất hiện trước khán giả mặc dù sự đòi hỏi lên rất cao ở khắp nơi, nhưng tiếng hát của ông đã trở thành bất hủ đối với số đông người. Khán giả chờ đợi sự xuất hiện của ông, họ muốn nghe tiếng hát có một sức lôi cuốn kỳ diệu đó, nhưng Tuấn Vũ vẫn vắng bóng. Trong những năm từ 1985 cho đến 1991, tiếng hát Tuấn Vũ đã mang đến một lợi nhuận rất lớn cho những trung tâm băng nhạc như Giáng Ngọc, Đời, Phượng Hoàng... Băng nào hoặc CD nào có Tuấn Vũ là "thắng lớn."
Nhà thơ Nguyên Sa đã tặng cho Tuấn Vũ danh hiệu "Con Chim Phượng hoàng" đã một thời tung hoành trên một độ cao chót vót.
Hiện ông vẫn tiếp tục hoạt động văn nghệ, thường xuất hiện trong các chương trình của trung tâm Asia, trung tâm Thúy Nga.

### Về nước biểu diễn
Tuấn Vũ trở về nước lần đầu năm 2001
Lần về nước ngày 16/7/2010, Tuấn Vũ biểu diễn 6 đêm tại Nhà hát Lớn Hà Nội, tại khách sạn Daewoo, và nhiều tỉnh thành khác tại miền Bắc.
Tháng 11 năm 2018, Tuấn Vũ trở về Việt Nam và tổ chức liveshow mang tên "Mười năm tái ngộ", diễn ra ở Trung tâm Hội nghị Quốc gia vào ngày 9/12.

## Album

### Băng nhạc Tuấn Vũ
- Tuấn Vũ 1 - Thanh Lan 68: Gửi về em (1986), với Kim Tuyến
- Tuấn Vũ 2 - Giáng Ngọc 35: Hoa biển (1987), với Như Mai, Giao Linh, Hương Lan, Ngọc Lan
- Tuấn Vũ 3 - Giáng Ngọc 45: Gặp nhau (1987), với Hưong Lan, Như Mai, Ngọc Lan, Hải Lý, Giao Linh, Thanh Tuyền, Thiên Trang
- Tuấn Vũ 4 - Phựong Hoàng 1: Tình không hối tiếc (1988), với Lynda Trang Đài, Thanh Tuyền, Duy Quang, Hải Lý, Ngọc Lan, Như Mai
- Tuấn Vũ 5 - Đời 23: Tìm mãi thương yêu (1988)
- Tuấn Vũ 6 - Làng Văn 68: Người xa thành phố (1988), với Hương Lan
- Tuấn Vũ 7 - Làng Văn 95: Dạ vũ tình đầu (1989), với Hương Lan, Băng Châu, Sơn Tuyền
- Tuấn Vũ 8 - Giáng Ngọc 93: Nếu em về bên anh (1989)
- Tuấn Vũ 9 - Đời 50: Mimosa (1990)
- Tuấn Vũ 10 - Người Đẹp Bình Dương 44: Nhạc yêu cầu 1 (1990)
- Tuấn Vũ 11 - Thúy Anh 61: Rumba tuyệt vời (1991)
- Tuấn Vũ 12 - Thúy Anh 63: Liên khúc Tuấn Vũ 1 (1991)
- Tuấn Vũ  Productions - The best of Tuấn Vũ 96 (Hình bóng quê nhà) (1995)
- Tuấn Vũ & Trúc Lan Productions : Bốn màu áo, Trúc Lan (1997)
- Tuấn Vũ & Trúc Lan Productions : Cuộc đời, vời Trúc Lan (1997)

### Trung tâm Thanh Lan
1. TL019: Tình chàng ý thiếp (TLCD58: Tiễn người đi - 1984), với Phương Dung
2. TL020: Nhà anh nhà em (1984), với Trúc Mai, Vi Vân, Kim Tuyến, Trường Hải
3. TL068: Gửi về em (Tuấn Vũ 1) (TLCD25 - 1986) với Kim Tuyến
4. TL096: Chuyện một tình yêu (Mai Khanh CD23 - 1987), với Thanh Phong, Hương Lan
5. TL103: Cho người tình nhỏ (1987), với nhiều ca sĩ
6. TL104: Hương ca vô tận (TLCD004 - 1987), với Hưong Lan, Thanh Phong, Thanh Tuyền
7. TL108: Tình đẹp mùa chôm chôm (MKCD20 - 1987), với nhiều ca sĩ
8. TL122: Đường vào tình sử (Mai Khanh CD26 - 1988), với Trúc Mai, Thiên Trang, Duy Quang
9. TL124: 4 Nụ Hôn Đầu (1989), với Trúc Mai, Thanh Tuyền, Giao Linh, Huy Sinh

### Trung tâm Giáng Ngọc
1. GN026: Mộng uớc, (1987), với nhiều ca sĩ
2. GN030: Tình khúc lính 2 (1987), với nhiều ca sĩ
3. GN031: Giáng Ngọc tứ quý (1987), với Duy Quang, Hương Lan, Ngọc Lan
4. GN033: Sao rơi trên biển (1987), với nhiều ca sĩ
5. GN035: Hoa biển (Tuấn Vũ 2) (GNCD7 - 1987), với Giao Linh, Hương Lan, Ngọc Lan, Như Mai
6. GN044: Chiều trên đồi thông (1987), với nhiều ca sĩ
7. GN045: Gặp nhau (Tuấn Vũ 3) (GNCD29 - 1987), với nhiều ca sĩ
8. GN046: Xuân hợp mặt (1988), với nhiều ca sĩ
9. GN048: Đôi song ca Phượng Mai & Tuấn Vũ (GNCD17: Hỏi anh hỏi em - 1988)
10. GN052: Tình ngoại ô (GNCD27 -1988), với Tuấn Anh, Giao Linh
11. GN053: Đêm cuối cùng bên anh, với V.A. (1988)
12. GN054: Tiếng hát khói sương, với V.A. (1988)
13. GN055: Đôi mắt người xưa, với Giao Linh (GNCD16 - 1988)
14. GN061: Hận tình trong mưa, với Phượng Mai, Tuấn Anh (GNCD: Con thuyền không bến - 1988)
15. GN062: Ngõ ý (Giao Linh & Tuấn Vũ 2) (1988)
16. GN067: Nhạc tình mùa thu, với Giao Linh, Phượng Mai, Anh Vũ, Trúc Ly (1988)
17. GN071: Mười thương, với Hương Lan, Thanh Tuyền (GNCD6 - 1989)
18. GN074: Tim quên, với Chế Linh, Giao Linh, Thiên Trang, Diễm Hương (1989)
19. GN079: Ai cho tôi tình yêu, với Giao Linh, Thiên Trang (GNCD13 - 1989)
20. GN082: Thương nhớ một người, với V.A. (1989)
21. GN083: Nhớ nhau hoài, với Thanh Tuyền, Sơn Tuyền (GNCD37 - 1989)
22. GN085: Thiệp hồng anh viết tên em, với Giao Linh, Phượng Mai (GNCD85 -1989)
23. GN086: Nửa dêm ngoài phố, với Thanh Tuyến, Giao Linh, Thiên Trang, Phượng Mai (1989)
24. GN087: Xin gọi nhau là cố nhân, với Hương Lan, Thanh Tuyền (GNCD20 - 1989)
25. GN088: Quán nửa khuya (tân cổ giao duyên), với Hữu Phước, Hương Lan (1989)
26. GN090: Lối về đất mẹ, với Thanh Tuyền, Phượng Mai (GNCD36 - 1989)
27. GN093: Nếu em về bên anh (Tuấn Vũ 8) (GNCD22 - 1990)
28. GN095: Dạ vũ mừng xuân, với Hương Lan, Ngọc Lan, Quốc Anh, Kim Anh (1990)
29. GN097: Tình sầu biên giới, với Giao Linh, Thanh Tuyền (1990)
30. GN099: Hoa sứ nhà nàng (Phượng Mai 3) (GNCD48 - 1990)
31. GN101: Trong tầm mắt đời, với Thanh Tuyền, Giao Linh, Hương Lan, Phượng Mai (1990)
32. GN103: Mảnh tình thương, với Hương Lan, Thanh Tuyền, Nhật Linh (GNCD45)
33. GN106: Đường sang nhà em (Thiên Trang đặc biệt), với Thiên Trang, Anh Thoại (1991)
34. GN108: Khúc hát ân tình, với Thanh Tuyền (1991)
35. GN110: Dấu chân kỷ niệm (Tuấn Vũ đặc biệt), với V.A. (1991)
36. GN112: Tình lỡ (Phượng Mai & Tuấn Vũ 2) (GNCD52 - 1991)
37. GN125: Hàn Mặc Tử, với Phương Dung (1991)
38. GN130: Chuyện tình Lan và Điệp, với Phượng Mai (1991)
39. GN132: Trăm năm bến cũ (The best of Tuấn Vũ) (1991)
40. GN143: Vòng tay giữ trọn ân tình, với Thiên Trang (1992)
41. GN145: Duyên quê, với Phượng Mai (1992)
42. GN147: Em sắp về chưa (Giao Linh & Tuấn Vũ 3) (1992)
43. GN154: Mộng ước mai sau, với Hương Lan (1992)
44. GN163: Cô hàng xóm, với Mỹ Huyền (1992)
45. GN178: The best of song ca: Đêm buồn tỉnh lẻ (1993)
46. GN196: The best of song ca 2
47. GN198: Lý chim quyên, với Hương Lan, Phượng Mai, Nhật Linh (1994)
48. GN227: Trên bốn vùng chiến thuật, với Sơn Tuyền (1995)
49. GN233: Mười sáu trăng tròn, với Sơn Tuyền (1996)

### Trung tâm Phượng Hoàng
1. PH01: Tình không hối tiếc (Tuấn Vũ 4), với Lynda Trang Đài, Duy Quang, Hải Lý (PHCD21 - 1988)
2. PH05: Dạ Vũ Phượng Hoàng, với V.A. (PHCD05 - 1988)
3. PH06: Người mang thương nhớ, với Giao Linh, Tuấn Anh, Lưu Hồng, Hải Lý (PHCD01 - 1989)
4. PH08: Điệp khúc thương đau, với Giao Linh, Thiên Trang, Hương Lan, Lưu Hồng (PHCD04 - 1989)
5. PH11: Mưa nửa đêm, với V.A. (PHCD06 - 1989)
6. PH12: Chuyện chúng mình, với V.A. (1989)
7. PH15: Tiếng hát Tuấn Vũ 90 - Yêu một mình, với Tuấn Anh, Sơn Ca, Hương Lan, Sơn Tuyền (PHCD8 - 1990)
8. PH17: Tiếng hát để đời (PHCD11 - 1990)
9. PH19: Thương hoài ngàn năm, với Hương Lan, Sơn Tuyền (PHCD15 - 1990)
10. PH29: Tuyệt phẩm 1 (1991)
11. PH51: Tuyệt phẩm 2 - Nó (1993)
12. PH56: Tuyệt phẩm 3 - Hận Đồ Bàn (1994)
13. PH62: Ngày ấy quen nhau, với Hương Lan, Quang Bình (1995)

### Đời Magazine
1. Đời 16: Tình khúc Trần Thiện Thanh, với V.A. (Đời CD 8)
2. Đời 18: Thiên đường tình ái, với Sơn Tuyền (Đời CD 6 - 1987)
3. Đời 23: Tìm mãi thương yêu (Tuấn Vũ 5) (Đời CD 4 - 1988)
4. Đời 26: Nếu đời không có anh, với Giao Linh, Sơn Tuyền (Đời CD15 - 1988)
5. Đới 43: Sao anh nỡ đành quên, với Thiên Trang (Đời CD 13 - 1990)
6. Đời 44: Dạ vũ lính, với V.A.
7. Đời 48: Yêu người như thế đó, với Giao Linh, Hương Lan, Khánh Dung, Hằng Nga (Đời CD 18 - 1990)
8. Đời 49: Biển tình, với Giao Linh, Hương Lan, Như Mai, Hằng Nga, Châu Đình An (1990)
9. Đời 50: Mimosa (Tuấn Vũ 9) (Đời CD 24 - 1990)
10. Đời 61: Nếu vắng anh (Sơn Tuyền & Tuấn Vũ 2) (1991)

### Trung tâm Làng Văn & Mimosa
1. LV021: Cánh hoa thời loạn (tái bản Thúy Nga 16: Hương Lan Paris 86), với Hương Lan, Duy Quang (1986)
2. LV059: Hoa nở về đêm, với Thiên Trang, Chế Linh, Duy Quang, Thanh Phong (1988)
3. LV063: Tình yêu cách trở, với Chế Linh, Hương Lan (LVCD135 - 1988)
4. LV065: Lá thư đô thị, với V.A. (LVCD009 - 1988)
5. LV066: Thành phố buồn, với Chế Linh (LVCD101 - 1988)
6. LV068: Người xa thành phố (Tuấn Vũ 6), với Hương Lan (1988)
7. LV070: Đêm tâm giao, với Giao Linh, Hương Lan (1988)
8. LV071: Người tình, với Hương Lan (LVCD169 - 1988)
9. LV074: Con là người ngoại đạo, với V.A. (LVCD44 - 1988)
10. LV075: Xuân đi lễ chùa, với V.A. (LVCD157- 1988)
11. LV085: Đêm trao kỷ niệm, với Thiên Trang (LVCD78 - 1989)
12. LV089: Biệt kinh kỳ, với Chế Linh, Duy Khánh (LVCD054 -1989)
13. LV095: Dạ vũ tình đầu (Tuấn Vũ 7), với Hương Lan, Băng Châu, Sơn Tuyền (LVCD60 - 1989)
14. LV096: Giọt buồn không tên, với Duy Khánh, Phương Dung (1989)
15. LV102: Chuyện dêm qua, với Giáng Thu (1989)
16. LV105: Tình thiên thu, với Thanh Tuyền (1989)
17. LV107: Vùng trước mặt, với Chế Linh (LVCD52 - 1989)
18. LV109: Đêm thánh vô cùng, với V.A. (1989)
19. LV114: Tình khúc Trúc Phương & Lam Phương, với Duy Khánh, Chế Linh, Phương Dung (1989)
20. LVCD17: 10 tình khúc top hits (1989)
21. LVCD38: Ngại ngùng, với Hương Lan (1990)
22. LVCD76: Những đồi hoa sim (1990)
23. LVCD77: Phố vắng em rồi, với Giao Linh, Hương Lan (1990)
24. LV151: Đường tình mấy trạm (LVCD121 - 1992)
25. LV152: Giáng Sinh, với Hương Lan (LVCD155 - 1992)
26. LV239: Mùa Giáng Sinh xưa, với V.A. (1997)
27. LV264: Mưa trên cành hồng, với Yến Khoa (1999)
28. LVCD353: Nhạc yêu cầu (album tổng hợp, tái bản từ Người Đẹp Bình Dương - 2007)
29. LVCD429: Sầu lẻ bóng (album tổng hợp, tái bản từ Thùy Anh - 2012)
30. LVCD430: Hoa sứ nhà nàng (album tổng hợp, tái bản từ Thùy Anh - 2012)
31. Mimosa 15: Đưa em qua cánh đồng vàng, với Sơn Tuyền (LVCD115 - 1992)
32. Mimosa 17: Mộng ước ngày xanh (Mimosa CD 28)
33. Mimosa 19: Hoa nắng chiều xưa (Mimosa CD 29)

### Trung tâm Người Đẹp Bình Dương
1. NĐBD10: Gửi Về Anh, với V.A. (1988)
2. NĐBD13: Đêm Về Tưởng Nhớ, với Nhật Linh, Như Mai, Sơn Tuyền (1988)
3. NĐBD15: Mơ hoa, với Hương Lan, Giao Linh, Nhật Linh (1989)
4. NĐBD24: Giọt lệ đài trang (1990)
5. NĐBD40: Người thương kẻ nhớ (1990), với Như Mai
6. NĐBD44: Nhạc yêu cầu 1 (Tuấn Vũ 10) (1990)
7. NĐBD47: 10 tình khúc song ca (1990), với Như Mai, Elvis Phương
8. NĐBD48: Nhạc yêu cầu 2 (1990)
9. NĐBD65: Nhạc yêu cầu 3 (1992)
10. NĐBD68: Tuấn Vũ đặc biệt 4 (1994)
11. Gold 2: Khúc ca muôn đời, với V.A. (1989)
12. Gold 5: Ngăn cách, với Ngọc Lan (1990)
13. Gold 10: Hẹn hò, với Hương Lan, Thái Châu (1991)
14. Gold 12: Mùa đông của anh, với Thái Châu (1992)
15. Gold 13: Tôi bán đường tơ, với Thái Châu, Vũ Khanh, Elvis Phương (1992)
16. Gold 15: Không bao giờ quên anh, với Hương Lan
17. Lệ Hằng 35: Cuộc tình xưa, với Hương Lan, Ngọc Đan Thanh (1992)
18. Lệ Hằng 38 Phượng buồn, với Kiều Nga (1992)
19. NĐBD Gold 26: Khu phố ngày xưa (1997)
20. Tình ca hải ngoại 8: Lời tình buồn, với Hương Lan
21. Tình ca hải ngoại 9: Đò chiều, với Sơn Tuyền
22. Tình ca hải ngoại 11: Chuyện tình không suy tư, với Ngọc Lan
23. Tình ca hải ngoại 20: The best of Tuấn Vũ
24. Tình ca hải ngoại 21: Tuấn Vũ of the year

### Trung tâm Thúy Anh
1. TA041: Phương trời xứ lạ (Anh Thoại 1), với Anh Thoại, Hương Lan, Thiên Trang (TACD23 - 1989)
2. TA043: Tình bơ vơ, với Thanh Tuyền (TACD20, tái bản Nguồn Sống 3 - 1988)
3. TA059: Vùng lá me bay, với Phương Dung (TACD050 - 1991)
4. TA060: Ngoại ô đèn vàng, với Phương Dung, Thanh Phong (TACD53 - 1991)
5. TA061: Rumba tuyệt vời (Tuấn Vũ 11) (TACD61 - 1991)
6. TA062: 7 ngày đợi mong, với Hương Lan, Thiên Trang, Phương Dung (TACD55 - 1991)
7. TA063: Liên khúc Tuấn Vũ 1 (Tuấn Vũ 12) (TACD56 - 1991)
8. TA064: Biển mặn, với Phượng Mai (1991)
9. TA065: Liên khúc Tuấn Vũ 2 (1991)
10. TA066: Tuấn Vũ Đặc biệt, với Hương Lan (1991)
11. TA067: Lính xa nhà, với Phương Dung (1992)
12. TA068: Tuấn Vũ Xuân 92 (1992)
13. TA069: Nếu ai có hỏi, với Hương Lan (1992)
14. TA070: Thành phố sau lưng, với Phượng Mai (1992)
15. TA072: Liên khúc Tuấn Vũ 3 (1992)
16. TA073: Tuổi học trò, với Lynn (1992)
17. TA075: Tình đời (1992)
18. TA077: Xin đừng yêu tôi (1993)
19. TA079: Tình đầu tình cuối (1993)
20. TA082: Nửa đêm ngoài phố (1993)
21. TA083: 10 tình khúc Song Ngọc (1993)
22. TA084: Liên khúc Tuấn Vũ 4 (1993)
23. TA086: Chiều Tây đô, với Mỹ Huyền (1993)
24. TA088: Liên khúc Tuấn Vũ 5 (1993)
25. TA092: Nếu anh đừng hẹn, với Phi Nhung (1993)
26. TA094: Ba tháng tạ từ / Những đóm mắt hỏa châu, với Mỹ Huyền, Phi Nhung, Phương Lam, Đài Trang (1994)
27. TA095: Lối về đất mẹ, với Mỹ Huyền (1994)
28. TA101: Nhật ký của hai đứa mình, với Mỹ Huyền (1994)
29. TA102: Duyên quê, với Hương Lan (1994)
30. TA105: Qua ngõ nhà em (1994)
31. TA107: Mùa xuân của mẹ, với Hương Lan, Phi Nhung (1994)
32. TA108: Tôi không cô đơn (1995)
33. TA113: The best of Tuấn Vũ 96: Hình bóng quê nhà (tái bản Tuấn Vũ Productions - 1995)
34. TA133: Lá diêu bông, với Lưu Mỹ Linh (1997)
35. TA134: Tuấn Vũ chọn lọc (1997)
36. TA144: Liên khúc quê hương, với Mỹ Huyền, Hương Lan (1997)
37. Doremi 6: Tuấn Vũ và những chuyện tình (1991)
38. Doremi 51: The best of Tuấn Vũ 99: Hình bóng quê nhà (tái bản Tuấn Vũ Productions - 1999)
39. Doremi 52: Nó và Tôi, với Thảo Sương

### Trung tâm Mai Ngọc Khánh
1. MNKCD01: Ru con tình cũ (12 Giọng Ca Vàng) (1987)
2. MNKCD02: Sài Gòn thứ bảy, với V.A. (1988)
3. MNKCD28: Em vẫn còn thương, với Nhật Thiên Lan (1993)
4. MNKCD35: Kẻ cô đơn, với Nhật Thiên Lan
5. MNKCD51: Tình anh lính chiến, với Mai Ngọc Khánh
6. MNKCD53: Thuở ấy có em

### Trung tâm Asia
1. Asia 039: Mưa rừng, với V.A.
2. Asia 042: Đam mê, với Thiên Trang (Asia CD13 - 1988)
3. Asia 045: Sầu tím thiệp hồng, với Chế Linh, Thiên Trang, Lưu Hồng (1989)
4. Asia 054: Giáng Sinh 89, với V.A. (1989)
5. Asia 065: Liên khúc Cho người tình, với Sơn Tuyền, Thiên Trang (Asia CD25 - 1990)
6. Tình ca 20 CD2: Đôi bóng, với Chế Linh, Thiên Trang (1992)
7. Asia CD218: Liên khúc Gõ cửa, với V.A. (2005)
8. Asia CD219: Liên khúc Chuyện hoa sim, với Ngọc Huyền, Băng Tâm (2006)
9. Asia CD239: Giọt lệ đài trang, với Kim Tiểu Long (2007)
10. Asia CD255: Kể chuyện trong đêm (The best of Tuấn Vũ), với Mỹ Huyền (2008)
11. Asia CDCS48: Duyên kiếp, với Phương Hồng Quế, Giang Tử (2013)
12. Asia CD359: Biết nói gì đây, với 5 nữ ca sĩ (2014)

### Trung tâm Thanh Hằng
1. Thanh Hằng ?: Lý qua cầu, với Phượng Mai (1994)
2. Thanh Hằng ?: Thương quá Việt Nam, với Thanh Hằng (1994)
3. Thanh Hằng ?: Định mệnh trong tình yêu, với Giao Linh (1994)
4. Thanh Hằng ?: Tôi bán đường tơ, với Thái Châu, Sơn Ca, Thanh Hằng (1994)
5. Thanh Hằng 7: Người tình La Lan, với Phượng Mai (1994)
6. Thanh Hằng 9: Lãng du, với Thái Châu, Trung Chỉnh, Thanh Tuyền, Ngọc Bích (1994)
7. Thanh Hằng 11: Tơ hồng, với Sơn Ca (1994)
8. Thanh Hằng 12: Đập vỡ cây đàn, với Hương Lan, Thanh Tuyền (1994)
9. Thanh Hằng 15: Đường xưa lối cũ, với Phượng Mai, Nhật Trường (1994)
10. Thanh Hằng 20: Thương hoài ngàn năm (1995)
11. Thanh Hằng 22: Cái trâm em cài (1995)
12. Thanh Hằng 24: Hát hội trăng rằm, với Phạm Hữu, Sơn Ca (1995)
13. Thanh Hằng 25: Hoa sử nhà nàng, với Phạm Hữu, Hương Lan (1995)
14. Thanh Hằng 27: Ôi người tình cô đơn, với Như Quỳnh (1995)
15. Thanh Hằng 28: Tình đời, với Thanh Tuyền, Phi Long (1995)
16. Thanh Hằng 29: Về dưới mái nhà (1996)
17. Thanh Hằng 32: Sầu riêng (1996)
18. Thanh Hằng 33: Phố nhỏ tình người, với Thanh Tuyền, Phi Long (1995)
19. Thanh Hằng 34: Mẹ của tôi, với Phi Long (1995)
20. Thanh Hằng 38: Chuyện tình buồn, với Hương Lan, Phượng Mai, Thanh Tuyền (1996)
21. Thanh Trang 2: Hữu duyên thiên lý ngộ, với Khả Tú
22. Thanh Trang 4: Cho xin sống lại, với Hương Lan
23. Thanh Trang 5: Lời tỏ tình đáng yêu, với Quốc Anh, Khả Tú
24. Thanh Trang ?: Xa mấy phương trời
25. Thanh Trang ?: Mưa buồn, với Hương Lan (1997)
26. Thái Lan: Siết chặt bàn tay, với Hương Lan, Nhật Trường, Anh Khoa (1995)

### Top Laser
1. Top Laser 1: Điên, với Thái Châu, Ngọc Đan Thanh, Tuyết Nhung
2. Top Laser 2: Đời tôi chỉ một người , với Thái Châu, Ngọc Đan Thanh
3. Top Laser 3: Đêm nguyện cầu, với Thái Châu, Ngọc Đan Thanh
4. Top Laser 4: Về đâu mái tóc người thương, với Ngọc Đan Thanh, Tuyết Nhung
5. Top Laser 5: Bông Hồng Cài Áo, với nhiếu ca sĩ
6. Top Laser 6: Tình đến rồi đi

### Trung tâm Làng tôi
1. Làng Tôi 1: Làng tôi (Tuấn Vũ Gold) (1995)
2. Làng Tôi 2: 18 trăng tròn (Thảo Sương - Tuấn Vũ 1) (1995)
3. Làng Tôi 3: Mùa xuân của mẹ (1995)
4. Làng Tôi 6: Mưa bụi cuối cùng (Thảo Sương - Tuấn Vũ 2) (1995)
5. Làng Tôi 7: Nhật ký (Tuấn Vũ Gold 2)
6. Làng Tôi 8: Thu tiền ngươi, với Như Mai
7. Làng Tôi 10: Tàu về quê hương, với Thảo Sương, Hoàng Vũ
8. Làng Tôi 11: Cơn mưa Sài Gòn, với Hương Lan, Như Mai
9. Làng Tôi 12: Về quê ngoại (Thảo Sương - Tuấn Vũ 3)
10. Làng Tôi đặc biệt: Tuyệt phẩm song ca, V.A.
11. Làng Tôi 14: Giấc mộng nam kha (Thảo Sương - Tuấn Vũ 4)

### Trung tâm Hải Đăng
1. Hải Đăng 12: Tuấn Vũ tái ngộ - 10 tình khúc chọn lọc (1998)
2. Hải Đăng 14: Nói với người tình, với Quỳnh Dung (1998)
3. Hải Đăng 15: Liên khúc tình yêu, với Quỳnh Dung (1999)
4. Hải Đăng 16: Tuyệt phẩm tình lính (1999)
5. Hải Đăng 19: Gởi người tôi thương, với Thái Châu (1999)
6. Hải Đăng 24: Chuyến tàu hoàng hôn, với Quỳnh Dung
7. Hải Đăng 30: Ngàn năm tình vẫn đẹp, với Quỳnh Dung (2000)
8. Hải Đăng 32: Mưa rừng (2000)
9. Hải Đăng 34: Tiếng hát đêm Noel, với Quỳnh Dung, Bảo Phương, Tuấn Linh (2000)
10. Hải Đăng 36: Đan áo mùa xuân, với Quỳnh Dung, Tuấn Linh (2000)
11. Hải Đăng 41: Hoa trắng thôi cài lên áo tím, với Tuấn Linh (2001)
12. Hải Đăng 43: Chuyện tình buồn 100 năm, với Bảo Phương (2001)

### Trung tâm Thúy Nga
1. Thúy Nga CD 8: Áo Tím Ngày Xưa, V.A. (1989)
2. Thúy Nga CD 12: Tuyệt Phẩm Song Ca, V.A. (1990)
3. Bóng nhỏ giáo đường, với Tâm Phương Anh (2012)
4. Nhà anh nhà em, với Tâm Phương Anh (2013)

### Tuấn Trinh
1. Đường xưa lối cũ, Viết Thanh[7] (2010)
2. Đường xưa lẻ bóng, Viết Thanh (2011)
3. Chuyến đò không em (2011)
4. Một ngày như mọi ngày (2012)
5. Sương lạnh chiều đông (2015)

### Trung tâm khác
1. 3T: Cơn mưa phùn, với Hà Cẩm Tú (1989)
2. Biển Tình 14: Vì lỡ thương nhau, với Yên Vy (1999)
3. Ca Dao 40: Người đã như mơ (Tuấn Vũ 99 Tái Ngộ) (1999)
4. Ca Dao 70: Những tình khúc bất hủ (album tổng hợp, tái bản từ Giàng Ngọc)
5. Ca Dao 127: Tuấn Vũ bất hủ 2 (album tổng hợp, tái bản từ Giàng Ngọc)
6. Dạ Lan 18: Cỏ hoa (V.A.) (1985)
7. Dạ Lan 19: Dáng xưa (V.A.) (1985)
8. Dạ Lan 22: Nhạc chọn lọc phim bộ 1 (V.A.) (1986)
9. Dạ Lan 52: Hỏi Huế có thường không (V.A.) (1988)
10. Hoàn Mỹ 6: Thầm gọi tên em, với Hương Lan
11. KD 2: Biển tình (1993)
12. Love Music 11: Giã Từ (1999)
13. Mây Ngàn Phương 2: Cho trọn cuộc tình (tái bản từ Phượng Hoàng), với Sơn Tuyền
14. Mây Ngàn Phương 15: Chuyến đò không em (tái bản từ Phượng Hoàng), với Hương Lan
15. Nhạc Tình 3: Con Đò Quê Hương, với Thanh Huyền (1994)
16. Nhạc Tình 5: Lá Diêu Bông, với Hoàng Lan (1995)
17. Nhật Hạ: Kỷ niệm, với Phi Nhung (Ca Dao CD: Có em về - 1999)
18. Nhật Hạ: Nụ cười chua cay, với Tuấn Đạt
19. Như Mai 8: Tôi vẫn nhớ, với Như Mai (1991)
20. Như Mai 9: Ga chiều phố nhỏ, với Như Mai, Quốc Sĩ) (1991)
21. Như Mai 12: Chuyện tình của tôi, với Như Mai, Quốc Sĩ, Thiên Trang (1992)
22. Phương Hồng Quế: Còn nhớ Sài Gòn không?, với Phương Hồng Quế
23. Quỳnh Dao 1: Lời kẻ dăng trình, V.A. (1984)
24. Quỳnh Dao 2: Đêm trao kỷ niệm, V.A. (1984)
25. Rạng Đông: Dổi thay, với Giao Linh (2002)
26. Rạng Đông: Tinh chỉ đẹp (2002)
27. Rạng Đông: Tội tình, với Hương Lan (2003)
28. Sơn Tuyền 3: Sơn Tuyền đặc biệt, với Sơn Tuyền, Duy Quang, Khánh Dũng, Thanh Tùng
29. Sơn Tuyền 12: Hai mùa mưa, với Sơn Tuyền (1992)
30. Tình Hoa 3: Quê nhà quê người, V.A. (1988)
31. Tình Nhớ 33: Tuấn Vũ, Mỹ Huyền, Randy
32. Tình Nhơ 37: Xin Yêu Tôi Bằng Cả Tình Người (Tuấn Vũ & Randy 1)
33. Tình Nhớ 39: Tuấn Vũ & Randy 2
34. Tú Quỳnh 9: Dạ vũ mùa xuân (V.A.) (1985)
35. Tú Quỳnh 42: Biển mặn (Tú Quỳnh CD 14: Nếu ai có hỏi - 1991)
36. Yêu 9: 10 tình khúc lính, với Phi Nhung
37. Yêu 15: Nỗi buồn sa mạc (1998)

## Các tiết mục trình diễn

### Trung tâm Thúy Nga

#### Chương trình Paris By Night
| STT | Tiết mục                                                                                         | Thể hiện với          | Chương trình       | Năm  |
| --- | ------------------------------------------------------------------------------------------------ | --------------------- | ------------------ | ---- |
| 1   | Đường Về Khuya (Lê Dinh, Minh Kỳ)                                                                | solo                  | Paris By Night 6   | 1988 |
| 2   | Gặp nhau (Hoàng Thi Thơ)                                                                         | Hương Lan             | Paris By Night 7   | 1989 |
| 3   | Cô Bé Ngày Xưa (Hoài Linh)                                                                       | solo                  | Paris By Night 7   | 1989 |
| 4   | Người Yêu Cô Đơn (Đài Phương Trang)                                                              | solo                  | Paris By Night 8   | 1989 |
| 5   | Hai Vì sao Lạc (Anh Việt Thu)                                                                    | solo                  | Paris By Night 9   | 1989 |
| 6   | Duyên Kiếp (Lam Phương)                                                                          | Hương Lan             | Paris By Night 9   | 1989 |
| 7   | Tình Bơ Vơ (Lam Phương)                                                                          | Hương Lan             | Paris By Night 12  | 1990 |
| 8   | LK Nghèo (Trần Quý), Hai Đứa Nghèo (Như Phy), Số Nghèo (Như Phy)                                 | Khánh Lâm, Duy Trường | Paris By Night 109 | 2013 |
| 9   | LK Mùa Xuân Trên Cao (Trầm Tử Thiêng), Mùa Xuân Đó Có Em (Anh Việt Thu), Cảm ơn (Trịnh Lâm Ngân) | Khánh Lâm, Mạnh Quỳnh | Paris By Night 110 | 2014 |
| 10  | Đừng Nhắc Chuyện Lòng (Đài Phương Trang)                                                         | Hạ Vy                 | Paris By Night 119 | 2016 |
| 11  | Tôi Chưa Có Mùa Xuân (Châu Kỳ)                                                                   | Ngọc Ngữ              | Paris By Night 121 | 2017 |
| 12  | Tình nghèo Có Nhau (Đài Phương Trang)                                                            | Hạ Vy                 | Paris By Night 126 | 2018 |
| 13  | LK Nghĩ Chuyện Ngày Xuân, Chuyện Ngày Cuối Năm (Hàn Sinh)                                        | Tuấn Phước            | Paris By Night 131 | 2021 |
| 14  | Chuyện Một Người Đi (Trần Thiện Thanh)                                                           | Phương Hồng Quế       | Paris By Night 133 | 2022 |

#### Chương trình Thúy Nga Music Box
| STT | Tên bài hát                                    | Thể hiện với                          | Chương trình           | Năm  |
| --- | ---------------------------------------------- | ------------------------------------- | ---------------------- | ---- |
| 1   | Chuyện Tình Không Dĩ vãng (Tâm Anh)            | solo                                  | Thúy Nga Music Box #5  | 2020 |
| 2   | Hoa Sứ Nhà Nàng (Hoàng Phương)                 | Mạnh Quỳnh                            | Thúy Nga Music Box #5  | 2020 |
| 3   | Chuyện Ba Mùa Mưa (Minh Kỳ & Dạ Cầm)           | solo                                  | Thúy Nga Music Box #5  | 2020 |
| 4   | Con Đường Xưa Em Đi (Châu Kỳ & Hồ Đình Phương) | Mạnh Quỳnh, Mai Thiên Vân             | Thúy Nga Music Box #5  | 2020 |
| 5   | Hãy Quên Nhau (Phương Kim)                     | solo                                  | Thúy Nga Music Box #15 | 2020 |
| 6   | Nhớ Nhau Hoài (Anh Việt Thu, Thiên Hà)         | Hương Thủy                            | Thúy Nga Music Box #15 | 2020 |
| 7   | Thành phố Sau Lưng (Hàn Châu)                  | solo                                  | Thúy Nga Music Box #15 | 2020 |
| 8   | Đừng Nói Xa Nhau (Châu Kỳ)                     | Hạ Vy                                 | Thúy Nga Music Box #15 | 2020 |
| 9   | Về Dưới Mái Nhà (Xuân Tiên)                    | Hương Thủy, Hạ Vy                     | Thúy Nga Music Box #15 | 2020 |
| 10  | Bài Thánh Ca Buồn (Nguyễn Vũ)                  | Solo                                  | Thúy Nga Music Box #24 | 2020 |
| 11  | Chờ Đông (Ngân Giang)                          | Châu Ngọc Hà                          | Thúy Nga Music Box #24 | 2020 |
| 12  | Chuyện Người Đan Áo (Trường Sa)                | Ngọc Ngữ                              | Thúy Nga Music Box #24 | 2020 |
| 13  | Mùa Đông Về Chưa Em (Nguyễn Vũ)                | Ngọc Ngữ, Châu Ngọc Hà                | Thúy Nga Music Box #24 | 2020 |
| 14  | Tình Nghĩa Đôi Ta Chỉ Thế Thôi (Lam Phương)    | Băng Tâm, Phương Yến Linh, Tuấn Phước | Thúy Nga Music Box #54 | 2022 |
| 15  | LK Khóc Thầm, Đêm Dài Chiến Tuyến (Lam Phương) | Băng Tâm                              | Thúy Nga Music Box #54 | 2022 |
| 16  | Một Mình (Lam Phương)                          | solo                                  | Thúy Nga Music Box #54 | 2022 |
| 17  | Em Là Tất Cả (Lam Phương)                      | Băng Tâm                              | Thúy Nga Music Box #54 | 2022 |
| 18  | Bức Tâm Thư (Lam Phương)                       | Băng Tâm, Phương Yến Linh, Tuấn Phước | Thúy Nga Music Box #54 | 2022 |

#### Chương trình Liveshow
| STT | Tiết mục                                          | Thể hiện với | Chương trình      | Năm  |
| --- | ------------------------------------------------- | ------------ | ----------------- | ---- |
| 1   | Thiệp Hồng Anh Viết Tên Em (Hoài Linh, Song Ngọc) | solo         | Con Thương Nhớ Mẹ | 2022 |

### Trung tâm Diễm Quỳnh
| STT | Tiết mục                            | Thể hiện với | Chương trình | Năm  |
| --- | ----------------------------------- | ------------ | ------------ | ---- |
| 1   | Gặp Nhau Làm Ngơ (Trần Thiện Thanh) | solo         | Diễm Quỳnh 1 | 1989 |
| 2   | Ngày Sau Sẽ Ra Sao (Vân Tùng)       | solo         | Diễm Quỳnh 2 | 1989 |
| 3   | Hoa Biển (Anh Thy)                  | solo         | Diễm Quỳnh 3 | 1989 |

### Trung tâm Mây - Dạ Lan
| STT | Tiết mục                                  | Thể hiện với | Chương trình       | Năm  |
| --- | ----------------------------------------- | ------------ | ------------------ | ---- |
| 1   | Nhật Ký Đời Tôi (Thanh Sơn)               | solo         | Hollywood Night 4  | 1993 |
| 2   | Những Đồi Hoa Sim (Dzũng Chinh)           | solo         | Hollywood Night 5  | 1993 |
| 3   | Phút Đầu Tiên (Hoàng Thi Thơ)             | Mỹ Huyền     | Hollywood Night 6  | 1993 |
| 4   | Chuyến Tàu Hoàng Hôn (Minh Kỳ, Hoài Linh) | solo         | Hollywood Night 7  | 1993 |
| 5   | Về Dưới Mái Nhà (Xuân Tiên)               | Mỹ Huyền     | Hollywood Night 8  | 1993 |
| 6   | Hận Tình (Anh Bằng)                       | Thanh Tuyền  | Hollywood Night 10 | 1994 |
| 7   | Chiều Tây Đô (Lam Phương)                 | solo         | Hollywood Night 10 | 1994 |
| 8   | Còn Thương Rau Đắng Mọc Sau Hè (Bắc Sơn)  | solo         | Hollywood Night 11 | 1994 |
| 9   | Ngẫu Hứng Lý Qua Cầu (Trần Tiến)          | solo         | Hollywood Night 12 | 1995 |
| 10  | Tình Bơ Vơ (Lam Phương)                   | Mỹ Huyền     | Hollywood Night 12 | 1995 |
| 11  | Em Về Kẻo Trời Mưa (Ngân Giang)           | solo         | Hollywood Night 13 | 1996 |
| 12  | Chiếc Áo Bà Ba (Trần Thiện Thanh)         | Thanh Tuyền  | Hollywood Night 13 | 1996 |
| 13  | Anh Biết Em Đi Chẳng Trở Về (Anh Bằng)    | solo         | Hollywood Night 14 | 1996 |
| 14  | Tâm Sự Đời Tôi (Thanh Hằng)               | solo         | Hollywood Night 16 | 1997 |

### Trung tâm Trường Thanh
| STT | Tiết mục                   | Thể hiện với | Chương trình   | Năm  |
| --- | -------------------------- | ------------ | -------------- | ---- |
| 1   | Người Đã Như Mơ (Sông Trà) | solo         | Trường Thanh 4 | 1997 |

### Trung tâm Vân Sơn
| STT | Tiết mục                          | Thể hiện với | Chương trình | Năm  |
| --- | --------------------------------- | ------------ | ------------ | ---- |
| 1   | Trót Dại (Tuấn Hải, Lê Kim Khánh) | solo         | Vân Sơn 10   | 1998 |

### Trung tâm Asia
| STT | Tiết mục                                                                                         | Thể hiện với                    | Chương trình | Năm  |
| --- | ------------------------------------------------------------------------------------------------ | ------------------------------- | ------------ | ---- |
| 1   | Vườn Tao Ngộ (Nhật Hà)                                                                           | Sơn Tuyền                       | ASIA 23      | 1999 |
| 2   | LK Dấu Chân Kỷ Niệm (Thúc Đăng), Tình khúc Chiều Mưa (Nguyễn Ánh 9), Nếu Một Ngày (Khánh Băng)   | Sơn Tuyền, Thanh Tuyền          | ASIA 44      | 2004 |
| 3   | LK Em Là Tất Cả (Lam Phương), Hai Vì sao Lạc (Anh Việt Thu)                                      | Thanh Tuyền                     | ASIA 45      | 2004 |
| 4   | LK Người Yêu Cô Đơn 1, 2 (Đài Phương Trang)                                                      | Sơn Tuyền                       | ASIA 46      | 2005 |
| 5   | Nhớ Người Yêu (Hoàng Hoa, Thảo Trang)                                                            | solo                            | ASIA 47      | 2005 |
| 6   | LK Tàu đêm năm cũ, Đò Chiều (Trúc Phương)                                                        | Sơn Tuyền                       | ASIA 48      | 2005 |
| 7   | Bướm Trắng (Anh Bằng, Nguyễn Bính)                                                               | solo                            | ASIA 49      | 2005 |
| 8   | LK Không Bao Giờ Ngăn Cách, Mùa Đông Của Anh (Trần Thiện Thanh)                                  | Kim Anh                         | ASIA 50      | 2006 |
| 9   | Xót Xa (Lam Phương)                                                                              | solo                            | ASIA 51      | 2006 |
| 10  | LK Sầu Lẻ Bóng (Anh Bằng), Lẻ Bóng (Anh Bằng), Đôi Bóng (Anh Bằng, Lê Dinh)                      | Trúc Mai, Kim Loan              | ASIA 52      | 2006 |
| 11  | LK Mưa Nửa Đêm (Trúc Phương), Mưa Đêm Ngoại Ô (Đỗ Kim Bảng)                                      | Mỹ Huyền                        | ASIA 53      | 2006 |
| 12  | Ai Biểu Em Làm Thinh (Trầm Tử Thiêng)                                                            | Mỹ Huyền                        | ASIA 54      | 2007 |
| 13  | Giọt Lệ Đài Trang (Châu Kỳ)                                                                      | Kim Tiểu Long                   | ASIA 55      | 2007 |
| 14  | Thôi (Y Vân)                                                                                     | Thanh Lan                       | ASIA 56      | 2007 |
| 15  | Chiều Tây Đô (Lam Phương)                                                                        | Mỹ Huyền                        | ASIA 57      | 2007 |
| 16  | Kể Chuyện Trong Đêm (Hoàng Trang)                                                                | Mỹ Huyền                        | ASIA 58      | 2008 |
| 17  | LK Mùa Xuân Đầu Tiên (Tuấn Khanh), Đám Cưới Đầu Xuân (Trần Thiện Thanh)                          | Ngọc Minh, Thùy Dương           | ASIA 60      | 2009 |
| 18  | Mùa Xuân Lá Khô (Trần Thiện Thanh)                                                               | Mỹ Huyền                        | ASIA 61      | 2009 |
| 19  | Anh Biết Em Đi Chẳng Trở Về (Anh Bằng)                                                           | solo                            | ASIA 62      | 2009 |
| 20  | Nhịp Cầu Tri Âm (Hoài Linh)                                                                      | Mỹ Huyền                        | ASIA 66      | 2010 |
| 21  | LK Quê Hương Bỏ Lại (Tô Huyền Vân), Chiều Tây Đô (Lam Phương)                                    | Ngọc Đan Thanh, Phương Hồng Quế | ASIA 69      | 2012 |
| 22  | Khúc Ca Ngày Mùa (Lam Phương)                                                                    | Phương Hồng Quế                 | ASIA 70      | 2012 |
| 23  | Gặp nhau Làm Chi (Nguyễn Tâm)                                                                    | Tường Nguyên, Tường Khuê        | ASIA 71      | 2012 |
| 24  | Phận Má Hồng (Y Vân)                                                                             | Phương Hồng Quế                 | ASIA 72      | 2013 |
| 25  | LK Nhật Ký Đời Tôi, Thương Ca Mùa Hạ (Thanh Sơn)                                                 | Phương Hồng Quế, Mỹ Huyền       | ASIA 73      | 2013 |
| 26  | Thói đời (Trúc Phương)                                                                           | solo                            | ASIA 74      | 2014 |
| 27  | Biết Nói Gì Đây (Huỳnh Anh)                                                                      | Thanh Tuyền                     | ASIA 75      | 2014 |
| 28  | Tuyết Lạnh (Lê Dinh, Phương Trà)                                                                 | Phương Hồng Quế                 | ASIA 76      | 2015 |
| 29  | Đường Về Quê Hương (Lam Phương)                                                                  | Ngọc Huyền                      | ASIA 77      | 2015 |
| 30  | Chiều Cuối Tuần (Trúc Phương)                                                                    | solo                            | ASIA 79      | 2017 |
| 31  | LK Nghèo (Trần Quý), Tình nghèo Có Nhau (Đài Phương Trang), Không Giờ Rồi (Vinh Sử)              | Phương Yến Linh, Bích Đào       | ASIA 80      | 2017 |
| 33  | LK Hoa Nở Về Đêm (Mạnh Phát), Hoa Tím Người Xưa (Thanh Sơn), Loài Hoa Không Vỡ (Phạm Mạnh Cương) | Huệ Thy                         | ASIA 81      | 2018 |

#### Chương trình Liveshow
| STT | Tiết mục                                                       | Thể hiện với              | Chương trình            | Năm  |
| --- | -------------------------------------------------------------- | ------------------------- | ----------------------- | ---- |
| 1   | Thư Xuân Ba Viết Cho Con (Nguyên Thảo)                         | solo                      | ASIA Đón Giao Thừa      | 2010 |
| 2   | Biết Đến Bao Giờ (Lam Phương)                                  | Hà Thanh Xuân             | Live show Hà Thanh Xuân | 2013 |
| 3   | LK Mùa Xuân Trên Cao (Trầm Tử Thiêng), Cám Ơn (Trịnh Lâm Ngân) | Phương Hồng Quế           | ASIA Liên khúc Mùa Xuân | 2015 |
| 4   | Trăng Rụng Xuống Cầu (Hoàng Thi Thơ)                           | Phương Hồng Quế           | ASIA Golden 4           | 2015 |
| 5   | Xuân Miền Nam (Văn Phụng)                                      | Mỹ Huyền                  | ASIA Mừng Xuân          | 2016 |
| 6   | Hành Trang Giã Từ (Trường Sa)                                  | Phương Hồng Quế           | ASIA Golden 5           | 2017 |
| 7   | Chuông Chiều (Lm Thành Tâm)                                    | Bích Đào                  | ASIA Mẹ Fatima          | 2017 |
| 8   | Bài Thánh Ca Buồn (Nguyễn Vũ)                                  | Phương Yến Linh, Bích Đào | ASIA CHRISTMAS SPECIAL  | 2017 |
| 9   | Mùa Xuân Đó Có Em (Anh Việt Thu)                               | solo                      | ASIA Xuân 2021          | 2021 |

### Trung tâm Blue Ocean
| STT | Tiết mục                                                                    | Thể hiện với | Chương trình                    | Năm  |
| --- | --------------------------------------------------------------------------- | ------------ | ------------------------------- | ---- |
| 1   | LK Đừng nói xa nhau, Con đường xưa em đi (Châu Kỳ, Hồ Đình Phương)          | Mỹ Huyền     | Vườn hoa âm nhạc & Tiếng cười 5 | 2007 |
| 2   | LK Nếu chúng mình cách trở, Mai lỡ hai mình xa nhau (Lưu Trần Lê            | Mỹ Huyền     | Vườn hoa âm nhạc & Tiếng cười 6 | 2007 |
| 3   | LK Chiều cuối tuần (Trúc Phương), Chuyến tàu hoàng hôn (Minh Kỳ, Hoài Linh) | Đăng Vũ      | Vườn hoa âm nhạc & Tiếng cười 7 | 2008 |

### Đài SBTN
| STT | Tiết mục                                      | Thể hiện với  | Chương trình               | Năm  |
| --- | --------------------------------------------- | ------------- | -------------------------- | ---- |
| 1   | Những Ngày Xưa Thân Ái (Phạm Thế Mỹ)          | Leon Vũ       | Những Ngày Xưa Thân Ái     | 2021 |
| 2   | Con Đường Xưa Em Đi (Châu Kỳ, Hồ Đình Phương) | Mai Thiên Vân | Một Chút Quà Cho Quê Hương | 2021 |
| 3   | Một Mình (Lam Phương)                         | Solo          | Một Chút Quà Cho Quê Hương | 2021 |
| 4   | Tiễn Đưa (Lê Đức Long, thơ: Dâng Hiền)        | Solo          | Tình Ca Sau 1975           | 2022 |

### Jimmy TV
| STT | Tiết mục                                          | Thể hiện với  | Chương trình        | Năm  |
| --- | ------------------------------------------------- | ------------- | ------------------- | ---- |
| 1   | Phiên Gác Đêm Xuân (Nguyễn Văn Đông)              | Solo          | Xuân Tin Yêu        | 2021 |
| 2   | Thiệp Hồng Anh Viết Tên Em (Song Ngọc - Hoài Linh | Solo          | Mùa Đông Về Chưa Em | 2021 |
| 3   | Tình Đời (Minh Kỳ, Vũ Chương)                     | Thiên Kim     | Mùa Đông Về Chưa Em | 2021 |
| 4   | Mùa Đông Về Chưa Em (Nguyễn Vũ)                   | Mai Thiên Vân | Mùa Đông Về Chưa Em | 2021 |
| 5   | Ngày Xuân Thăm Nhau (Trang Dũng Phương, Hoài An)  | Mai Thiên Vân | Ước Nguyện Đầu Xuân | 2022 |
| 6   | Cánh Thiệp Đầu Xuân (Minh Kỳ, Lê Dinh)            | Solo          | Ước Nguyện Đầu Xuân | 2022 |